# پوئل هنینگسن
پوئل هنینگسن (به دانمارکی: Poul Henningsen)؛ (زادۀ ۹ سپتامبر ۱۸۹۴ میلادی – درگذشتۀ ۳۱ ژانویۀ ۱۹۶۷ میلادی) نویسنده، منتقد، معمار و طراح اهل دانمارک بود. در دانمارک، جایی که او اغلب به عنوان پی‌اچ شناخته می‌شود، او یکی از چهره‌های برجستۀ زندگی فرهنگی دانمارک میان جنگ‌های جهانی بود.
او بیشتر با طراحی سری چراغ‌های-پی‌اچ از چراغ‌های حباب‌دار و بدون تابش خیره‌کننده همراه است. چراغ‌های او از بازتاب و انحراف پرتوهای نور از چراغ برای دستیابی به روشنایی استفاده می‌کردند که تند و خیره‌کننده نبودند، اما نور گرم و ملایمی را می‌تاباندند. چراغ‌های او توسط سازندۀ تجهیزات روشنایی دانمارکی لویی پالسن، شرکتی که هنینگسن با آن یک رابطۀ کاری مادام‌العمر ایجاد کرد، تولید شد. آثار بدیع او با طرح‌های مدرن دانمارکی در بسیاری از موزه‌ها به نمایش درآمده است.